# 陈启厚
陈启厚（1935年1月—2022年9月18日），男，陕西府谷人，中华人民共和国政治人物，曾任中共伊克昭盟委员会书记。

## 生平
1935年生于鄂尔多斯左翼前旗暖水乡暖水村农民家庭，少入国立暖水学校读书。1950年加入中国新民主主义青年团。1953年1月参加革命工作，同年3月加入中国共产党，历任中共准格尔旗九区、十二区委会宣传干事。1954年调任中共伊克昭盟委员会组织部干事、办公室秘书。1960年到中共内蒙古自治区委员会党校理论研究班学习两年，获大专文凭。1964年后，历任伊克昭盟行政公署办公室副主任，伊克昭盟行政公署副秘书长、秘书长，内蒙古自治区民政厅副厅长，中共内蒙古自治区党委整党办公室副主任，中共伊克昭盟委副书记、书记。1992年当选为中共十四大代表。1995年4月21日，在内蒙古自治区第八届人民代表大会第三次会议上补选为内蒙古自治区第八届人民代表大会常务委员会委员。
2002年9月任鄂尔多斯学研究会顾问。2009年6月23日，前往内蒙古大学鄂尔多斯学院参观考察。
2022年9月18日17时06分在鄂尔多斯市中心医院康巴什部逝世。